# Kårebolssjön
Kårebolssjön är en sjö i Torsby kommun i Värmland och ingår i Göta älvs huvudavrinningsområde. Sjön är 14 meter djup, har en yta på 1,05 kvadratkilometer och är belägen 326 meter över havet. Sjön avvattnas av vattendraget Sjöbäcken. Vid provfiske har abborre, gädda och sik fångats i sjön.
Namnet kommer från fäboden Kårebolssätern som ligger intill sjön.

## Delavrinningsområde
Kårebolssjön ingår i det delavrinningsområde (670037-136811) som SMHI kallar för Utloppet av Kårebolssjön. Medelhöjden är 367 meter över havet och ytan är 7,24 kvadratkilometer. Räknas de 3 avrinningsområdena uppströms in blir den ackumulerade arean 22,86 kvadratkilometer. Sjöbäcken som avvattnar avrinningsområdet har biflödesordning 3, vilket innebär att vattnet flödar genom totalt 3 vattendrag innan det når havet efter 397 kilometer. Avrinningsområdet består mestadels av skog (48 procent), jordbruk (17 procent) och sankmarker (15 procent). Avrinningsområdet har 1,02 kvadratkilometer vattenytor vilket ger det en sjöprocent på 14,1 procent.